# 교동초등학교 (춘천시)
교동초등학교는 대한민국 강원특별자치도 춘천시 교동에 있는 공립 초등학교이다.

## 학교 연혁
- 1954년 10월 20일 교동국민학교 개교
- 1986년 3월 14일 병설유치원 개원
- 1996년 3월 1일 교동초등학교로 명칭 변경
- 2011년 10월 12일 꿈벗누리관 오픈 및 도서관 개관
- 2012년 10월 1일 학교 전체 새단장
- 2013년 10월 1일 유치원 현대화사업
- 2014년 10월 24일 교내 인도블록 설치공사
- 2014년 12월 18일 신축 급식소(소담마루) 개관식
- 2015년 9월 1일 장애인 경사로 및 편의시설 공사
- 2017년 6월 9일 과학실험실 현대화사업
- 2021년 9월 1일 제26대 문영숙 교장 부임
- 2024년 1월 15일 제69회 졸업식(총 12618명)

## 참고 자료
- 교동초등학교 - 한국교육학술정보원 학교알리미